# دستور إمارة برقة
دستور إمارة برقة أو الدستور البرقاوي هو الدستور الذي صدر في بنغازي والذي تأسس في 1 أكتوبر 1949 كدستور لإمارة برقة والتي استمرت كدولة منذ استقلالها من جانب واحد عن بريطانيا 1 مارس 1949 حتى 24 ديسمبر 1951 تاريخ اعلان استقلال المملكة الليبية المتحدة.
شمل دستور إمارة برقة 6 فصول باجمالي 68 مادة منها: حقوق الشعب والسلطات التنفيذية والتشريعية والقضاء والخدمة المدنية.

## الدستور البرقاوي
النص الكامل للفصلين الأول والثاني من دستور إمارة برقة أدناه:
الدستور البرقاوي
الفصل الأول
1 ـ تسمى هذه الوثيقة الدستور البرقاوي
الفصل الثاني - حقوق الشعب وأحكام عامة
2 ـ دين برقة هو الإسلام، بشرط كفالة حرية العقيدة المطلقة والتعاليم الدينية وحرية ممارسة جميع الشعائر الدينية وحق حرية التعليم الديني للجميع على أن تكون هذه الحريات خاضعة لأحكام النظام والآداب العامة.
3 ـ اللغة الرسمية للدولة هي اللغة العربية.
4 ـ لا تمييز بأي شكل بين أهالي برقة بسبب الجنس أو الدين أو اللغة.
5 ـ لا يمكن حرمان أي شخص من حق الالتجاء إلى المحاكم طبقاً للقانون.
6 ـ
لا يجوز حبس أي شخص أو حرمانه من حريته الشخصية إلا بمقتضى القانون.
إذا اشتكى أي شخص من أنه حبس أو حرم من حريته الشخصية بدون حق فله أو لأي شخص بالنيابة عنه أن يطلب من المحاكم الأهلية أن تفصل في هذا الموضوع ، وعلى المحاكم الأهلية أن تنظر في هذه الطلبات بالسرعة الممكنة وأن تأمر بإطلاق سراح أي شخص يكون قد حبس أو اعتقل بغير حق.
7 ـ لا يجوز استرقاق أي شخص أو إخضاعه للسخرة الإجبارية ولكن يجوز إصدار أحكام بواسطة القانون تجبر أي شخص على القيام بأي عمل أو خدمة في حالة الطوارئ. أو نتيجة لإدانته في أية محكمة.
8 ـ لا يجوز نزع ملكية أي شخص إلا بمقتضى القانون مع منحه تعويضاً مناسباً.
9 ـ لا تفرض ضريبة على أي شخص إلا بمقتضى القانون.
10 ـ لكل شخص الحق في تقديم العرائض إلى سمو الأمير عن أية أمور تختص بشخصه أو الشؤون العامة.
11 ـ لكل شخص الحق في حرية الرأي القول وحرية الاجتماع وتكوين الجمعيات بشرط مراعاة النظام والآداب العامة.

## وصلات خارجية
- جمعية الفكر الدستور -دستور إمارة برقة (1949)